# Sommières-du-Clain
Sommières-du-Clain es una comuna francesa situada en el departamento de Vienne, en la región de Nueva Aquitania.

## Demografía
| 881 | 771 | 686 | 729 | 635 | 664 | 746 |
| Para los censos de 1962 a 1999 la población legal corresponde a la población sin duplicidades (Fuente: INSEE [Consultar]) |     |     |     |     |     |     |